# コンラート・マイヤー
コンラート・マイヤー(Konrad Meyer-Hetling, 1901年5月15日 - 1973年4月25日)は、ドイツの農学者。

## 経歴
ドイツのニーダーザクセン州南部アインベック近くのザルツダーヘルデンで、教師の息子として生まれ、ゲッティンゲン大学で農学を学ぶ。1926年に作物生産の論文で博士号を取得し、大学助手となった後、1930年に教授資格を取得する。1930年から1933年まで、ゲッティンゲン大学で講師を勤め、1934年にイエナ大学の准教授とベルリン大学の教授、農業教育と研究の改革に関する帝国科学教育省のコンサルタントになる。
1932年2月1日にNSDAPに参加し、1933年6月20日にSSに参加する。1944年から1945年まで、武装親衛隊の将校訓練学校で将校を務める。
戦後、RuSHA裁判で訴追されて有罪となるが、戦争犯罪や人道に対する罪については有罪とはならず、1948年に釈放され、1956年から1964年までライプニッツ大学ハノーバーで勤務する。